# Saquarema
Saquarema (tupi: Socó-rema, «socó fedorento»)? é um município brasileiro do estado do Rio de Janeiro, localizado na região das Baixadas Litorâneas, mais precisamente, na Região dos Lagos. Sua população estimada em 2022 era de 89.559 habitantes, segundo o IBGE. 

## História

### Antecendentes
Por volta do ano 1000, comunidades indígenas de língua tupi provenientes das bacias dos rios Madeira e Xingu, na margem direita do rio Amazonas, ocuparam a maior parte do atual litoral brasileiro, expulsando os habitantes anteriores, falantes de línguas do tronco linguístico macro-jê, para o interior do continente.

### Colonização Portuguesa

Saquarema, 1968. Arquivo Nacional.

Durante a expedição de  Gonçalo Coelho, foi estabelecida a Feitoria de Cabo Frio, aonde teria acontecido os primeiros contatos dos tamoios com os europeus. Essa nação tupi, também chamados de tupinambás, já ocupava nessa época a região de Saquarema. A feitoria já não existia quando Cristóvão Jacques visitou a região em 1516.

Em 17 de março de 1531, a expedição de Martim Afonso de Sousa atracou em frente ao Morro de Saquarema.
Com a criação da Capitania de São Vicente, em 1534, a região aonde hoje é Saquarema passou a ser comandada pelo donatário desta Capitania, sendo este inicialmente o próprio Martim Afonso. Após a expulsão dos franceses da Baía de Guanabara em 1567, a criação de São Sebastião do Rio de Janeiro, e sesmaria de São Lourenço dos Índios dada a Araribóia, a margem direita da Baía, passou a se chamar Banda d'Além, e a ficar subordinada a Capitania do Rio de Janeiro.
Em 4 de agosto de 1575, com o intuito de acabar de vez com a Confederação dos Tamoios, o governador António Salema partiu em expedição na Banda d'Além, com a força de 400 portugueses e 700 indígenas temiminós.
Ao caminho de Cabo Frio, Salema encontrou e realizou um cerco a uma aldeia fortificada dos Tamoios, aonde hoje é o distrito de Sampaio Correa em Saquarema. O padre Luís da Fonseca, após vários dias de cerco, relata que:
| “ | Os tamoios, vendo-se perdidos, tomaram a resolução heroica de fazer uma sortida em massa. Reinou, então, uma paz no acampamento inimigo que inquietou Salema. Um jesuíta, o padre Baltazar Álvares, ofereceu-se para investigar o que era, e no dia 21 de setembro de 1575 encaminhou-se para o campo tamoio. Esse jesuíta, com artimanhas, mentiras e promessas lisonjeiras, conseguiu com o chefe dos tamoios, uma entrevista com Salema. O chefe índio, confiante na palavra do padre, cedeu, e de fato, no dia seguinte com toda solenidade, o chefe índio apresentou-se ao chefe branco. Salema, dando sua palavra de honra de militar que os deixaria em paz, exigiu, para isso, a entrega de três franceses que estavam entre os índios, os quais foram enforcados na praia. Transpondo esse obstáculo, Salema continuou a sua marcha pela praia até Arraial do Cabo, onde praticou o mais cruel desbarato. | ” |

Diversos conflitos ocorreram na região entre Saquarema e o atual distrito de Tamoios, no que hoje é chamado de Guerra de Cabo Frio. O conflito foi de grande extensão, e por esta razão o território aonde hoje é Saquarema ficou praticamente sem uso até 1594, quando padres da Ordem do Carmo receberam no dia 5 de outubro daquele ano, próximo ao atual distrito de Ipitangas, e construíram no local o Convento de Santo Alberto.
Com a instauração da Paróquia Nossa Senhora de Nazareth, em 12 de janeiro de 1755, foi criada a Freguesia de Nossa Senhora de Nazaré de Saquarema, inicialmente ligada a Cabo Frio. A capela do Convento de Santo Alberto se tornou a única capela ligada a paróquia. Em 1768, Thomaz Cotrim de Carvalho construiu a capela de Nossa Senhora da Conceição, porém foi rebaixada posteriormente a oratório.
Em 1841, a freguesia foi elevada a vila, que permaneceu de maneira independente até 1859, quando a vila foi extinta e anexada a Araruama. Foi recriada em 1860, e elevada a cidade em 1890.

## Geografia
Saquarema está localizada no estado do Rio de Janeiro, estando distante a 116,86 quilômetros da capital estadual, Rio de Janeiro. Possui uma área de 99.12 quilômetros quadrados.

## Infraestrutura

### A Igreja Matriz de Nossa Senhora de Nazareth

Igreja Matriz (década de 1970)

A primeira capela no Morro de Saquarema foi construída por volta de 1660 pelo casal Manoel de Aguillar Moreira e Catarina de Lemos, e era ligada a Matriz de Nossa Senhora da Assumpção de Cabo Frio. A capela foi demolida para a construção, em 1675, da atual Igreja Matriz de Nossa Senhora de Nazareth de Saquarema.
A igreja foi elevada a paróquia pelo Alvará Régio de 12 de janeiro de 1755. A cidade tem como padroeira Nossa Senhora de Nazareth.
A igreja também possui um cemitério, que atrai turistas por ter uma vista de mirante para a Praia de Itaúna.

### Transporte
Os principais acessos rodoviários são:
- RJ-106 - Rodovia Amaral Peixoto
- RJ-118 - Estr. Sampaio Corrêa - Jaconé - Ponta Negra.
- RJ-124 - Via Lagos
- RJ-128 - Av. Saquarema/Estrada do Palmital

No distrito de Sampaio Corrêa, a ferrovia também atendia com sua demanda de transportes, a antiga Usina Santa Luzia, considerada a maior da região na época. No ano de 1943, a EFM foi repassada à Estrada de Ferro Central do Brasil, passando a ser denominada como Ramal de Cabo Frio. Em seus últimos anos, havia sido repassada à Estrada de Ferro Leopoldina. Os últimos trens de passageiros e de cargas circularam pela cidade no dia 16 de janeiro de 1962, desativando o trecho que atravessava o município. Em 1966, a linha férrea foi erradicada de Saquarema, o que ocasionou prejuízos econômicos à região posteriormente.

## Cultura

### Esportes

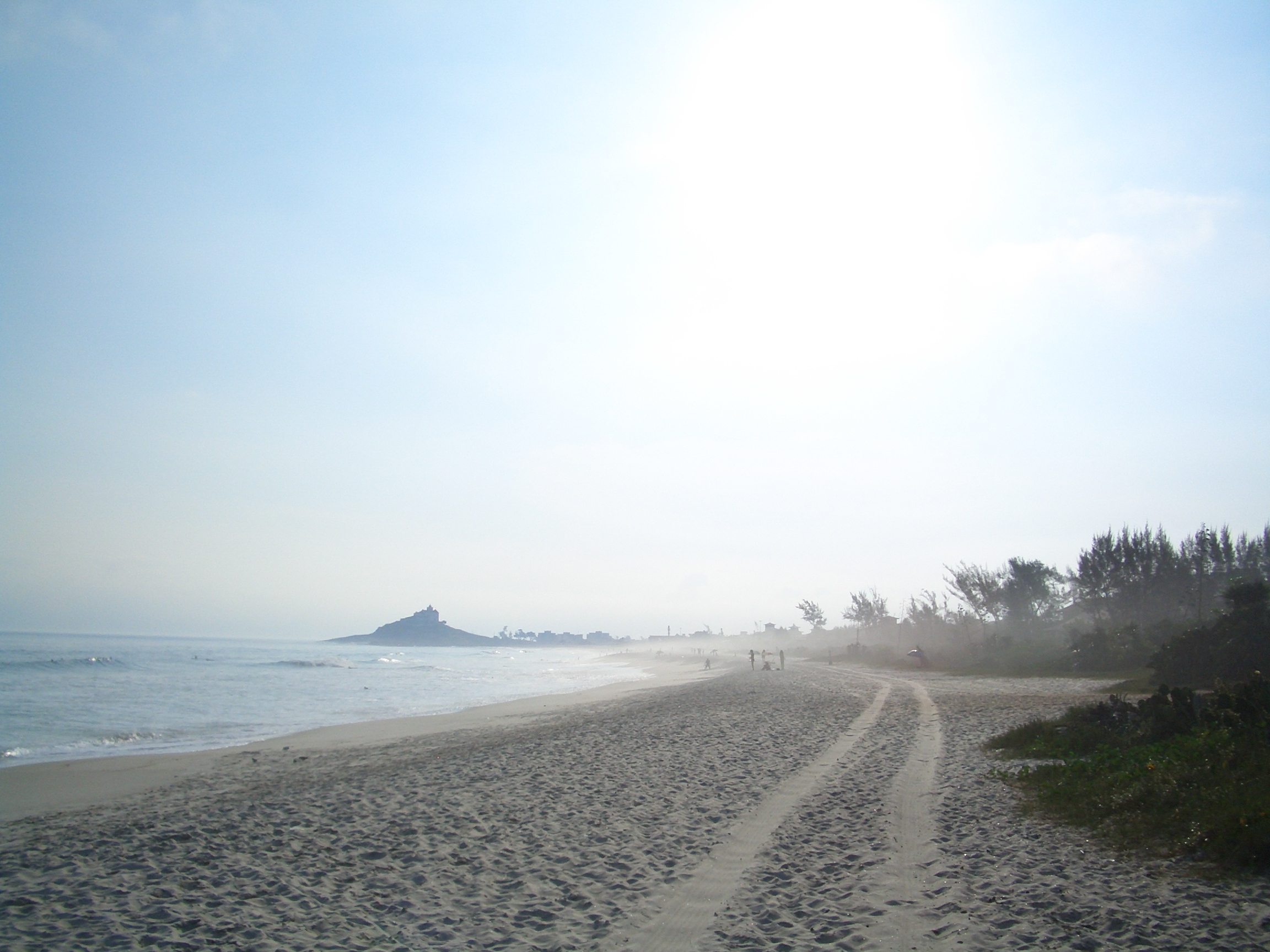
Praia de Itaúna, o Maracanã do Surf Brasileiro

O principal destaque esportivo da cidade é no surfe, sendo que, por causa do porte e qualidade das ondas, Saquarema é considerada pelos praticantes como a "Capital Nacional do Surfe".
Os primeiros festivais de surfe na cidade começaram na década de 1970, e era sede da etapa brasileira da World Surf League até 2002.[carece de fontes?] Desde 2017, a cidade passou a ser novamente parte do circuito mundial de surf. A primeira etapa de volta a cidade teve como campeão o surfista brasileiro Adriano de Souza, conhecido como Mineirinho. As etapas são realizadas na Praia de Itaúna, conhecida entre os praticantes como o "Maracanã do Surf Brasileiro". 

### Música

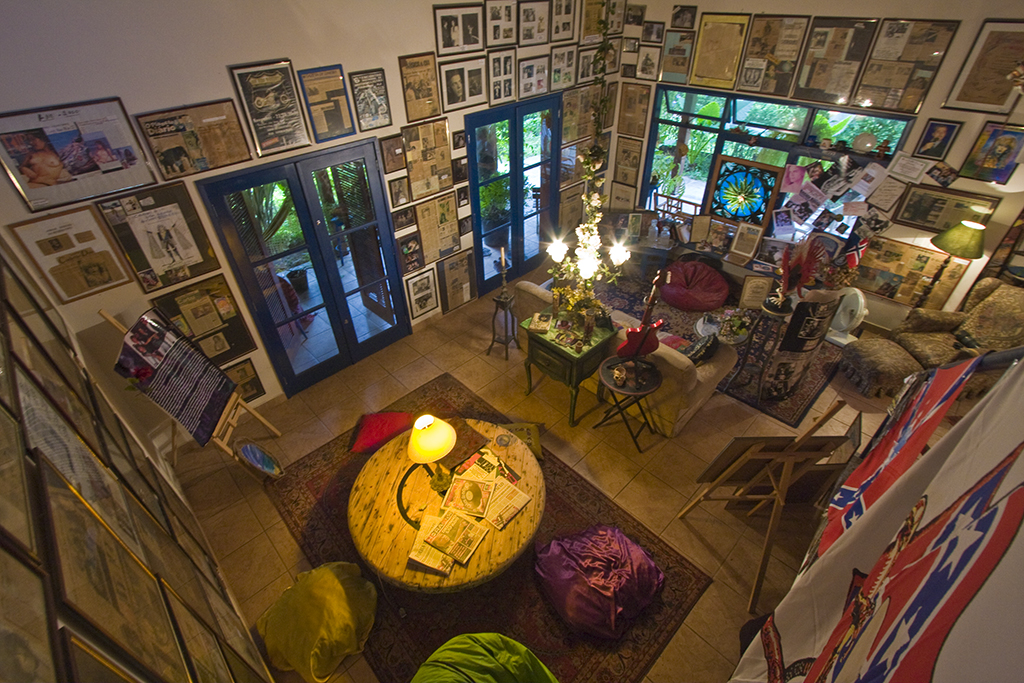
Templo do Rock, em Itaúna.

Em 1976, a cidade foi sede do festival "Som, Sol & Surf", que foi organizado por Nelson Motta e contou com a participação, dentre outros, de Raul Seixas, Rita Lee e Angela Ro Ro.
O cantor Serguei tinha sua residência em Saquarema, na qual chamava de Templo do Rock. A casa, que foi construída por Russell Wid Coffin, era mantida como museu pelo cantor.
 

Após a morte de Serguei, a Secretaria de Comunicação de Saquarema avisou que "o local ficará designado à Secretaria Municipal de Educação e Cultura para coordenar as ações de preservação, mantendo-o como patrimônio cultural do município, levando a história de Serguei e do Rock brasileiro para as futuras gerações"..